# Nyogan
Nyogan is een bestuurslaag in het regentschap Muaro Jambi van de provincie Jambi, Indonesië. Nyogan telt 2958 inwoners (volkstelling 2010).